# Dromolaxiá-Meneoú
Dromolaxiá-Meneoú (grec moderne : Δρομολαξιά-Μενεού) est une municipalité de Chypre de plus de 6 689 habitants.